# Baricella
Baricella est une commune italienne d'environ 7 250 habitants (2019) située dans la ville métropolitaine de Bologne dans la région Émilie-Romagne, dans le Nord de l'Italie.

## Administration
| Période                                  | Période | Identité | Étiquette | Qualité |
| ---------------------------------------- | ------- | -------- | --------- | ------- |
|                                          |         |          |           |         |
| Les données manquantes sont à compléter. |         |          |           |         |

### Hameaux
San Gabriele, Mondonuovo, Gandazzolo, Passo Segni

### Communes limitrophes
Argenta, Budrio, Ferrara di Monte Baldo, Malalbergo, Minerbio, Molinella, Poggio Renatico.